# Šebastovce
Šebastovce (in ungherese Zsebes) è un quartiere, con autonomia a livello di comune, della città di Košice, capoluogo della regione omonima della Slovacchia, facente parte del distretto di Košice IV.